# Kertész Gyula (labdarúgó)
Kertész Gyula, Julius Kertész, Kohn (Kiskálna, 1888. február 29. – New York, 1982. május) válogatott labdarúgó, középcsatár, edző, fényképész. A sportsajtóban Kertész I néven volt ismert. Testvérei Vilmos és Adolf szintén válogatott labdarúgók voltak.

## Pályafutása
Kohn Márk és Pollák Fanni gyermekeként született. 1913. október 18-án Budapesten a Terézvárosban feleségül vette a nála kilenc évvel idősebb Kuna Annát, 1918-ban elváltak. 1919. december 31-én Budapesten, a Terézvárosban házasságot kötött a nála 11 évvel fiatalabb Halmos Ilonával.

### Klubcsapatban
Az MTK labdarúgója volt. Jó képességű, szorgalmas játékos volt, de tehetségben elmaradt öccsei, Adolf és Vilmos mögött.

### A válogatottban
1912-ben egy alkalommal szerepelt a válogatottban.

### Edzőként
1928 és 1930 között az FC Basel vezetőedzője volt. 1931 és 1933 között egy-egy idény erejéig a Hamburger SV, majd a VfB Leipzig edzője volt.

## Sikerei, díjai

### Játékosként
- Magyar bajnokság
  - 2.: 1909–10, 1910–11, 1911–12, 1912–13
  - 3.: 1906–07
- Magyar kupa
  - győztes: 1910, 1911, 1912

## Statisztika

### Mérkőzése a válogatottban
| Magyarország | Magyarország   | Magyarország     | Magyarország | Magyarország | Magyarország | Magyarország  | Magyarország | Magyarország |
| #            | Dátum          | Helyszín         | Hazai        | Eredmény     | Vendég       | Kiírás        | Gólok        | Esemény      |
| ------------ | -------------- | ---------------- | ------------ | ------------ | ------------ | ------------- | ------------ | ------------ |
| 1.           | 1912. május 5. | Bécs, Hohe Warte | Ausztria     | 1 – 1        | Magyarország | Wagner-serleg | -            |              |
|              | Összesen       |                  |              | 1            | mérkőzés     |               | 0            | gól          |